# Eugénie Niboyet
Eugénie Niboyet (Montpellier, 10 de setembro de 1796 — Paris, 6 de janeiro de 1883) foi uma escritora, feminista e jornalista francesa.